# فيدرن
فيدرن (بالألمانية: Widdern) هي مدينة وبلدة ألمانية تقع في بادن-فورتمبيرغ في ألمانيا. يقدر عدد سكانها بـ 1,986 نسمة .

## المدن التوأمة
مدينة Reinsdorf هي مدينة توأمة لفيدرن.